# باول جون إليس
باول جون إليس (بالإنجليزية: Paul John Ellis)‏ هو عالم نووي وفيزيائي أمريكي، ولد في 25 مايو 1941، وتوفي في 25 مايو 2005.